# Brunswick (Misuri)
Brunswick es una ciudad ubicada en el condado de Chariton en el estado estadounidense de Misuri. En el Censo de 2010 tenía una población de 858 habitantes y una densidad poblacional de 264,6 personas por km².

## Geografía
Brunswick se encuentra ubicada en las coordenadas 39°25′38″N 93°7′38″O / 39.42722, -93.12722. Según la Oficina del Censo de los Estados Unidos, Brunswick tiene una superficie total de 3.24 km², de la cual 3.12 km² corresponden a tierra firme y (3.91%) 0.13 km² es agua.

## Demografía
Según el censo de 2010, había 858 personas residiendo en Brunswick. La densidad de población era de 264,6 hab./km². De los 858 habitantes, Brunswick estaba compuesto por el 88.81% blancos, el 9.09% eran afroamericanos, el 0.12% eran amerindios, el 0% eran asiáticos, el 0% eran isleños del Pacífico, el 0.12% eran de otras razas y el 1.86% pertenecían a dos o más razas. Del total de la población el 0.23% eran hispanos o latinos de cualquier raza.